# Earl of Lonsdale

Wappen der Earls of Lonsdale

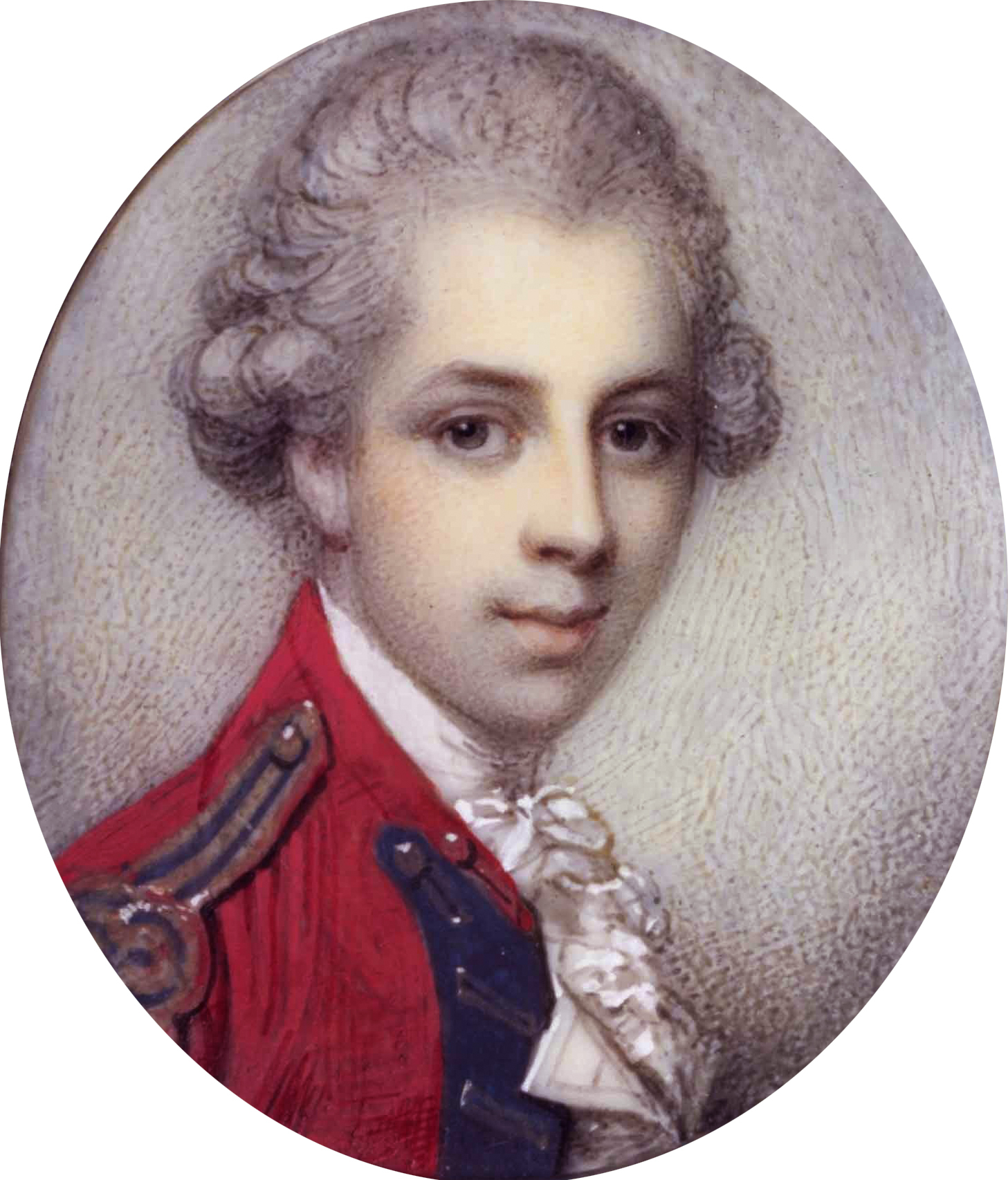
James Lowther, 1. Earl of Lonsdale

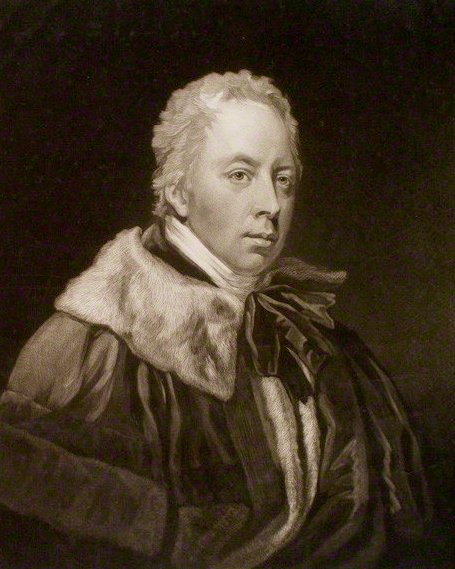
William Lowther, 1. Earl of Lonsdale

Earl of Lonsdale ist ein erblicher britischer Adelstitel, der einmal in der Peerage of Great Britain und einmal in der Peerage of the United Kingdom geschaffen wurde.

## Verleihungen und nachgeordnete Titel
Erstmals wurde am 24. Mai 1784 in der Peerage of Great Britain der Titel Earl of Lonsdale, in the County of Westmorland and the County Palatine of Lancaster für Sir James Lowther, 5. Baronet, geschaffen. Zusammen mit dem Earldom wurden ihm die nachgeordneten Titel Viscount Lonsdale, Viscount Lowther, Baron Lowther, of Lowther in the County of Westmorland, Baron of the Barony of Kendal in the County of Westmorland, und Baron of the Barony of Burgh in the County of Cumberland, verliehen. Als sich abzeichnete, dass er keine Nachkommen haben würde wurden ihm in der Peerage of Great Britain am 26. Oktober 1797 die Titel Viscount Lowther, of Whitehaven, und Baron Lowther, of Whitehaven, verliehen, beide mit dem besonderen Vermerk, dass sie auch an dessen Cousin, Rev. Sir William Lowther, 1. Baronet, vererbbar seien. Bei seinem Tod 1802 erloschen das Earldom und seine übrigen Titel von 1784, seine 1797 verliehenen Titel fielen gemäß dem besonderen Vermerk an seinen Cousin.
Ebendieser Cousin, nunmehr 2. Viscount Lowther, wurde am 7. April 1807 in der Peerage of the United Kingdom zum Earl of Lonsdale, in the County of Westmorland, erhoben. Heutiger Titelinhaber ist dessen Nachfahre Hugh Lowther als 8. Earl.

## Liste der Earls of Lonsdale

### Earls of Lonsdale, erste Verleihung (1784)
- James Lowther, 1. Earl of Lonsdale (1736–1802)

### Earls of Lonsdale, zweite Verleihung (1807)
- William Lowther, 1. Earl of Lonsdale (1757–1844)
- William Lowther, 2. Earl of Lonsdale (1787–1872)
- Henry Lowther, 3. Earl of Lonsdale (1818–1876)
- St. George Lowther, 4. Earl of Lonsdale (1855–1882)
- Hugh Lowther, 5. Earl of Lonsdale (1857–1944)
- Lancelot Lowther, 6. Earl of Lonsdale (1867–1953)
- James Lowther, 7. Earl of Lonsdale (1922–2006)
- Hugh Lowther, 8. Earl of Lonsdale (* 1949)

Mutmaßlicher Titelerbe (Heir Presumptive) ist der Halbbruder des aktuellen Titelinhabers, William Lowther (* 1957).